# Piabucina elongata
Piabucina elongata är en fiskart som beskrevs av Boulenger, 1887. Piabucina elongata ingår i släktet Piabucina och familjen Lebiasinidae. Inga underarter finns listade i Catalogue of Life.